# Præejakulat
Præejakulat, også kaldet præsperm, er en farveløs, tyktflydende og lidt klistret væske, der kommer ud af mandens urinrør, når han er seksuelt ophidset. Væsken bliver normalt udskilt af Cowpers kirtel under masturbation, forspil eller sommetider på et tidligt stadie ved sex, før manden fuldt opnår orgasme, og sæd er udskilt.

## Funktion
Præejakuleret væske forbereder urinrøret på passagen af sæd ved at neutralisere eventuel surhed fremkommet ved tilbageblivende urin. Det smører også bevægelsen af penis samt forhuden. Mængden af væske, som en mand udskiller, er meget individuelt – fra forsvindende små mængder til en rigelig strøm.

## Tilstedeværelse eller fravær af sædvæske
Der har ikke været store studier af tilstedeværelsen af sædvæske i den præejakulerede væske, men et antal mindre studier foreslår, at i fald, der forekommer sædvæske, vil denne være ineffektiv til at forårsage graviditet. Dette kan muligvis redegøre for den overraskende lave graviditetsrate blandt par, der praktiserer perfekt brug af afbrudt samleje.

## HIV i præejakuleret væske
De samme studier har påvist tilstedeværelsen af HIV, det virus der er ansvarlig for sygdommen AIDS, i præejakuleret væske, hvilket betyder at sygdommen også er smitsom ved afbrudt samleje.